# Mezinárodní demokratická unie
Mezinárodní demokratická unie (IDU) je sdružením středových a pravicových politických stran z více než 60 zemí světa. Byla založena v roce 1983 Margaret Thatcherovou, Georgem Bushem starším, Jacquesem Chiracem a Helmutem Kohlem.

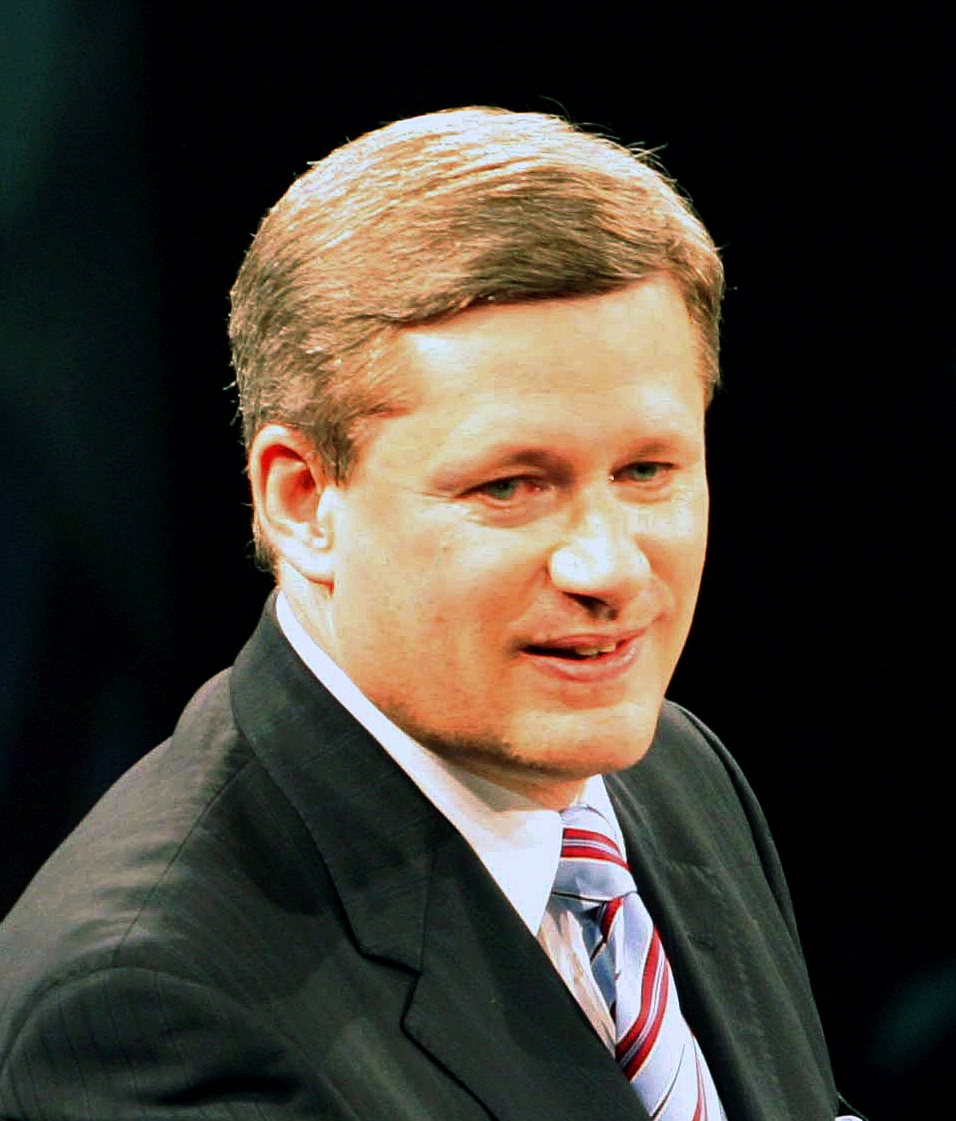
Současný předseda Mezinárodní demokratické unie Stephen Harper.

## Historie
Mezinárodní demokratická unie byla založena v roce 1983 v Londýně. U jejího vzniku stála britská premiérka Margaret Thatcherová, americký viceprezident George Bush st., tehdejší starosta Paříže a pozdější francouzský prezident Jacques Chirac a německý kancléř Helmut Kohl.
V roce 2011 zasedal 22. února v Praze stálý výbor Mezinárodní demokratické unie pro zahraniční vztahy a 11. listopadu téhož roku byl na setkání předsedů Mezinárodní demokratické unie zvolen místopředsedou tehdejší český premiér Petr Nečas (ODS). V tom samém roce obhájil předsednický post bývalý předseda vlády Austrálie John Howard.
Místopředsedy Mezinárodní demokratické unie se v minulosti stali i Mirek Topolánek a Václav Klaus.

## Principy a ideologie
V deklaraci principů z ustavující schůze v Londýně roku 1983 akcentuje Mezinárodní demokratická unie politickou svobodu, rovnost příležitostí a ekonomický rozvoj v souladu se zákonem. Zavazuje se k rozvíjení sociálních a politických hodnot, na nichž stojí liberální demokracie. Mezinárodní demokratická unie uznává základní lidská práva dle Listiny základních práv a svobod, především svobodu slova, volební právo, nezávislost médií a rovnost před zákonem. Smyslem Mezinárodní demokratické unie je sdružovat politické strany a hnutí se středopravým, pravicovým, konzervativním a liberálním směřováním.

## Struktura
Stanovy Mezinárodní demokratické unie definují následující instituce:

### Předseda
Současným předsedou je od roku 2018 Stephen Harper, 22. kanadský předseda vlády. V minulosti v křesle předsedy zasedli Sir John Key (2014–1018), John Howard (2002–2014) a William Hague (1997–2002).

### Místopředseda
V současnosti má Mezinárodní demokratická unie 15 místopředsedů, volených stejně jako je volen předseda. Místopředsedy jsou mj. Erna Solberg, předsedkyně vlády Norska za pravicovou norskou konzervativní stranu a Jan Zahradil, europoslanec za ODS.

### Konference předsedů politických stran
Konference předsedů politických stran (The Party Leaders Conference) se skládá z předsedů a vůdců členských politických stran. Dle stanov musí sejít minimálně jednou za tři roky. Na každou členskou stranu připadá jeden hlas. Procedurální rozhodnutí vyžadují nadpoloviční většinu hlasů, jiná než procedurální většinu dvoutřetinovou.

### Výkonná komise
Výkonná komise (Executive Committee) je sestavena z předsedy a místopředsedů (či jimi jmenovaných zastupitelů), pokladníka a generálního tajemníka. Potkává se každých šest měsíců a má na starost mj. přípravu Konferencí předsedů politických stran a může se jich sama účastnit. Řídí chod Mezinárodní demokratické unie mezi setkáními Konference.

## Členové a členství
Členem Mezinárodní demokratické unie se může stát jakákoli strana, která sdílí hodnoty sepsané v deklaraci principů z Londýna. Mezinárodní demokratická unie je členěna do těchto částí: Mezinárodní demokratická unie mladých (IYDU), Ženská demokratická unie (IWDU) a šest Regionálních unií. Mezi regionální unie patří:
- Asijsko-pacifická demokratická unie (APDU) - předsedou je Ranil Wickremesinghe
- Africká demokratická unie (DUA) - předsedou je Kizza Besigye
- Evropská lidová strana (EPP) - předsedou je Manfred Weber
- Strana evropských konzervativců a reformistů (ECR Party) - předsedkyní je Giorgia Meloni
- Karibská demokratická unie (CDU) - předsedou je Allen Chastanet
- Svaz latinskoamerických stran (UPLA) - předsedou je Marco Solares